# Adam Lindgren
Pour les articles homonymes, voir Lindgren et Armada.
Adam Lindgren (né le 28 mars 1993), connu sous le pseudonyme Armada, est un joueur professionnel suédois de Super Smash Bros. Melee. Il compte à son palmarès deux victoires à l'Apex et trois victoires au Genesis. Il finit 4e à l'EVO 2013, 3e à l'EVO 2014 et gagne l'EVO 2015 ainsi que l'EVO 2017. Il arrive deuxième derrière Joseph "Mango" Marquez au MLG 2014. Considéré comme le meilleur joueur au monde de 2011 à 2013, puis de 2015 à 2017, il est considéré par beaucoup comme étant le plus grand joueur de Super Smash Bros. Melee de tous les temps. Lindgren joue Fox et Peach en compétition, mais a déjà joué Young Link avant cela lors de quelques événements. Il est connu en particulier pour son jeu avec Peach, et est considéré de loin le meilleur joueur de Peach au monde, l'une des raisons principales de son surnom "The Swedish Sniper",  ainsi qu'un des meilleurs joueurs de doubles,.
Armada est l'un des cinq "Dieux" de Melee, aux côtés de Joseph "Mang0" Marquez, Juan "Hungrybox" Debiedma, Jason "Mew2King" Zimmerman et Kevin "PPMD" Nanney.

## Carrière
Lindgren commence sa carrière de joueur en 2003 au Swedish Nintendo Championship. Il gagne en notoriété et participe à son premier tournoi international à The Renaissance of Smash melee en 2007 : il arrive quatrième. Sept mois plus tard, il arrive 3e à Epita Smash Arena 2, le plus grand tournoi d'Europe à l'époque, battant le joueur japonais Masashi avant de perdre contre Ryota "Captain Jack" Yoshida. Chaque année, le rang de Lindgren monte : en juillet 2011, il gagne le plus grand tournoi de l'époque, Genesis 2, battant Mango, qui est considéré comme le meilleur joueur au monde. Il ne perd aucun tournoi d'envergure jusqu'à l'EVO 2013, où Mang0 le bat.
Après l'Apex 2013, Armada annonce qu'il arrête le jeu compétitif. Il participe quand même à l'EVO 2013, où il finit 4e, battu par PPMD et Mango. Il revient sur la scène un an plus tard, au BEAST, un tournoi majeur européen organisé en Suède.
Lindgren gagne le tournoi de Project M de l'Apex 2014, battant Mew2King en grande finale. Le 6 novembre 2014, il quitte son sponsor, Empire Arcadia, et rejoint l'équipe de gaming Alliance.
À l'EVO 2014, Armada joue Young Link contre le Falco de Hungrybox. Après s'être fait écraser en game 1, Hungrybox reprend Rondoudou, son personnage principal, et gagne le set. Armada affronte ensuite le meilleur joueur de Pikachu au monde, Jeffrey "Axe" Williamson, qui venait d'écraser Silent Wolf. Axe gagne la première partie, mais Armada le bat sur la deuxième. La troisième partie du set est extrêmement serrée, et termine avec une victoire d'Armada, qui bat ensuite PPMD 2-0, mais perd contre Hungrybox 2-3 en Loser Finals. Mango prend la première place de l'EVO 2014, devant Hungrybox et Armada.
Lindgren trouve Super Smash Bros. for Wii U très différent de Melee, et estime qu'il devrait passer plus de temps à y jouer.
En 2015, Armada commence à jouer Fox en plus de Peach en tournoi. Pour justifier ce changement, il mentionne la capacité de Fox à mettre de la pression mentale sur ses adversaires ainsi que pour pouvoir contrer les joueurs de fox ainsi que Rondoudou, qui est très fort contre Peach ,,. Armada joue contre PPMD en grande finale d'Apex 2015, en revenant du Losers bracket, mais finit par perdre de peu. À l'EVO la même année, il prend la victoire à Hungrybox. Avec cette victoire, il remporte le plus gros cash prize de l'histoire de Melee à cette époque.
Après sa victoire à l'EVO 2015, Melee It On Me (MIOM) place Armada en première position du classement mondial de l'été 2015, devant William "Leffen" Hjelte et Mango.
À la Dreamhack de Londres, Armada commence le top 16 avec une victoire contre le joueur espagnol Overtriforce. Il bat ensuite le joueur de Sheik et meilleur joueur néerlandais Amsah "Amsah" Augustuszoon en top 8. Il bat ensuite le joueur de Falco Weston "Westballz" Dennis deux fois et remporte le tournoi,.
À The Big House 5 à Dearborn, Michigan, Armada et son équipe européenne participent à un tournoi en équipe. Il joue aux côtés d'Android (son frère), du Norvégien Widl, de l'Anglais Professor Pro, et de l'Allemand Ice. En doubles, son frère Android et lui remportent le tournoi contre Mew2King et Hungrybox. En tournoi simples, Armada bat le meilleur joueur mexicain, Javi, le joueur de Fox SFAT, et Mew2King, arrivant en grandes finales contre Hungrybox, qu'il bat.
Armada a un record positif contre toutes les personnes avec qui il a déjà joué, sauf Captain Jack (2-0) et Silent Spectre (0-1). Il est également le seul joueur au monde à avoir un historique positif contre Mango en 2017(18-12). Il a perdu des sets contre seulement 8 joueurs différents depuis son ascension au rang de "Dieu" : Mango, PPMD, Mew2King, Leffen, Hungrybox, Amsah, l'espagnol Trifasia, et Silent Spectre. Notons également que quatre joueurs au monde ont battu tous les "Dieux", sauf Armada : Axe, Wobbles, Fly Amanita et Lucky.

## Vie personnelle
Lindgren a 10 frères et sœurs, dont deux, Alexander "Aniolas" et Andreas "Android", jouent aussi à Melee en compétition. Lindgren est actuellement enseignant suppléant à Göteborg et diffuse sur twitch.tv pendant son temps libre.
Armada est le sujet d'un spin-off à venir en 2017 du documentaire The Smash Brothers, produit par Travis "Samox" Beauchamp et intitulé Metagame. Le projet a reçu plus de 30 000 $ sur Kickstarter.